# Eduard Seler

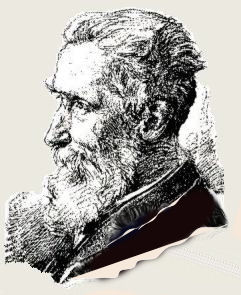
Eduard Seler

Eduard Georg Seler (* 5. Dezember 1849 in Crossen an der Oder, Provinz Brandenburg; † 23. November 1922 in Berlin) war ein deutscher Altamerikanist und Altmexikanist. Er gilt als Begründer dieser Disziplin in Deutschland und war ab 1899 Professor an der Friedrich-Wilhelms-Universität zu Berlin. Von 1904 bis 1922 war er Direktor der Amerikanischen Abteilung des Berliner Museums für Völkerkunde.

## Leben
Der Sohn eines Lehrers und Organisten besuchte die Bürgerschule in Crossen an der Oder und dann das Joachimsthalsche Gymnasium in Berlin. An den Universitäten Breslau und Berlin studierte er Naturwissenschaften (Mineralogie, Botanik und Paläontologie) und Mathematik. Als Privatlehrer unterrichtete er die Kinder des Generals von Winterfeldt und des Bankiers Gerson von Bleichröder. Nach dem 1875 abgelegten Staatsexamen wurde Seler Oberlehrer am Dorotheenstädtischen Gymnasium in Berlin. Die Stelle musste er 1881 aufgrund einer Magenerkrankung aufgeben.

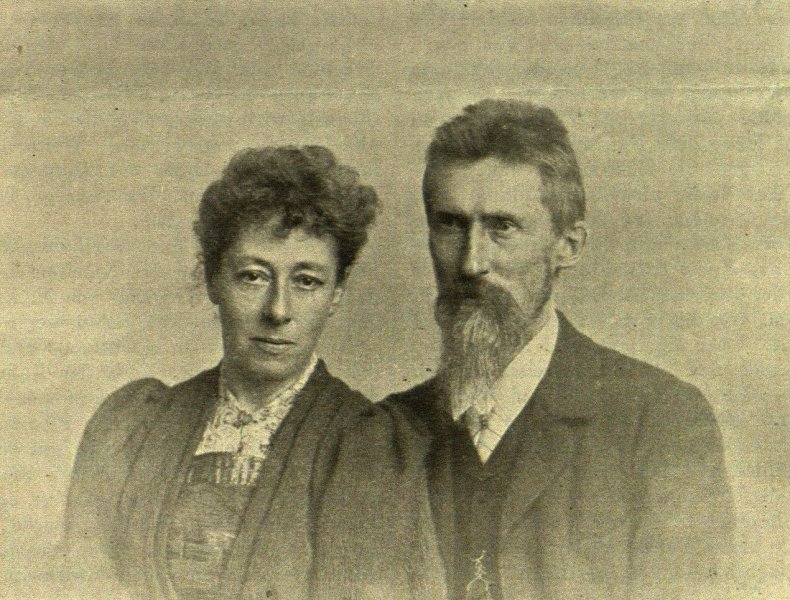
Caecilie Seler-Sachs und Eduard Georg Seler (1897)

Nach seiner Heirat mit der Arzttochter Caecilie Seler-Sachs (1855–1935) im Jahr 1884 war Seler finanziell unabhängig und konnte sich als Privatgelehrter seinen Interessen für Sprachen und Archäologie widmen. Im selben Jahr begann er seine Tätigkeit als wissenschaftlicher Hilfsarbeiter beim Königlichen Museum für Völkerkunde in Berlin. 1887 promovierte er in Leipzig mit einer vergleichenden Grammatik des Konjugationssystems der Maya-Sprachen. Zwischen 1887 und 1910 unternahm er sechs Reisen nach Mexiko und schuf eine umfangreiche archäologische und botanische Sammlung. Seine Frau begleitete und unterstützte ihn wesentlich bei seinen Reisen und Forschungen, vor allem als Photographin. 1892 wurde Seler Direktionsassistent des Völkerkundemuseums (unter Adolf Bastian). An der Berliner Universität habilitierte er sich 1894 mit einer Arbeit über Hieroglyphen und Ikonographie mexikanischer Bilderhandschriften, die Alexander von Humboldt nach Berlin gebracht hatte.
Der Immobilienkaufmann Florimond Loubat stiftete 1899 eine Professur für amerikanische Sprachen, Völkerkunde und Altertumskunde an der Universität Berlin, auf die Seler berufen wurde. Bis zum Ersten Weltkrieg war er der einzige Hochschullehrer für dieses Spezialgebiet in Kontinentaleuropa. Zu seinen akademischen Schülern zählten Walter Lehmann und Franz Termer. In seiner wissenschaftlichen Arbeit befasste sich Seler schwerpunktmäßig mit altindianischen Schriften, Religionen und Mythen. 1903 übernahm er im Museum für Völkerkunde die Leitung der Amerikaabteilung, im Jahr darauf wurde er zum Direktor ernannt. Mit Franz Boas und Ezequiel Chávez gründete er 1910 die Internationalen Schule für Amerikanische Archäologie und Ethnologie (Escuela Internacional de Arqueología y Etnología Americana) in Mexiko, deren erster Direktor er bis 1911 war.

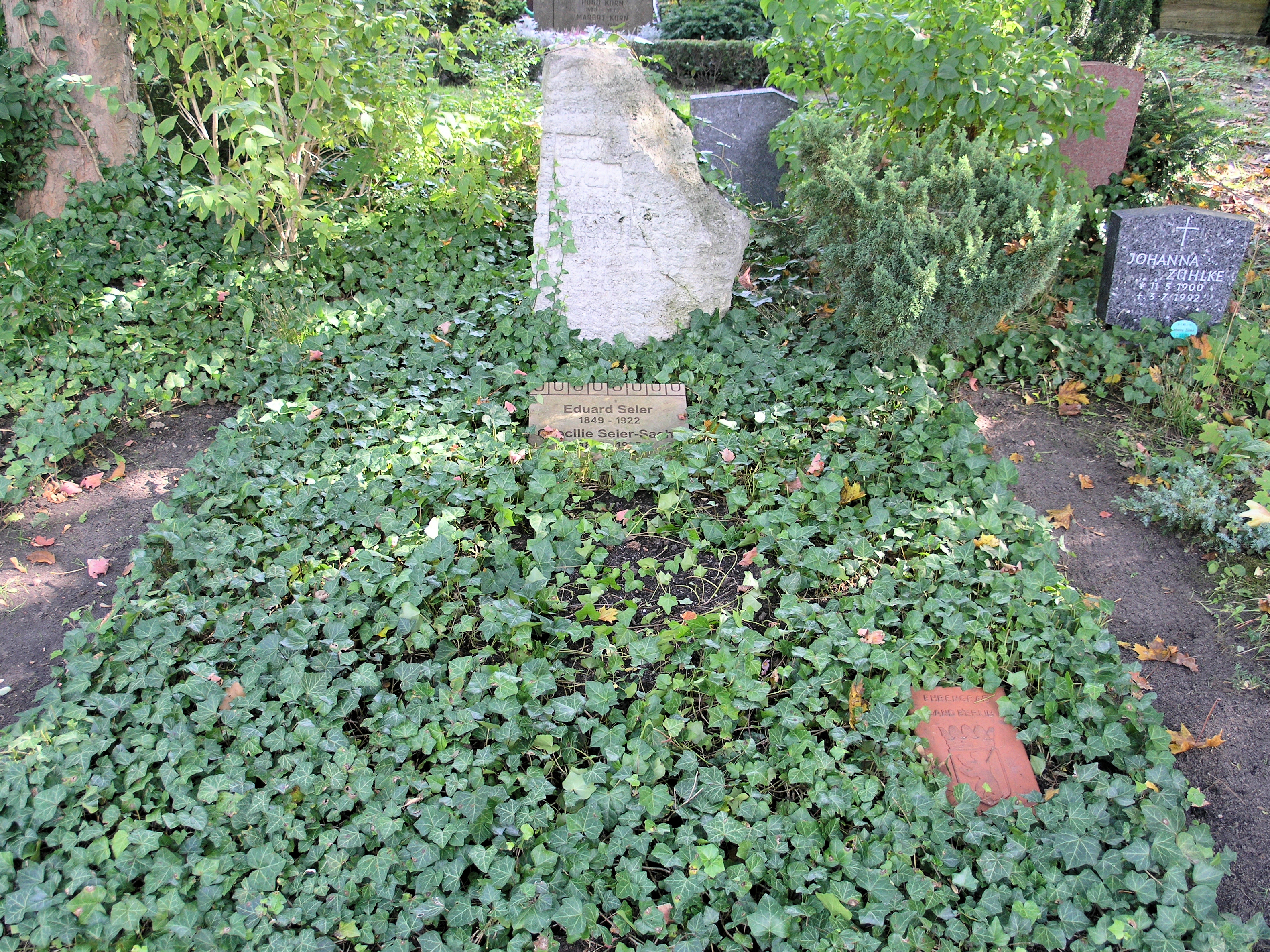
Ehrengrab, Bergstraße 38, in Berlin-Steglitz

1908 wurde Seler als ordentliches Mitglied in die Preußische Akademie der Wissenschaften aufgenommen. 1913 wurde er in die American Academy of Arts and Sciences gewählt. 1919 wurde er Ehrenmitglied der Berliner Gesellschaft für Anthropologie, Ethnologie und Urgeschichte.
Er wurde auf dem Friedhof Steglitz in Berlin-Steglitz beigesetzt. Die Grabstätte gehörte von 1992 bis 2014 zu den Ehrengräbern des Landes Berlin.
Caecilie Seler-Sachs verwaltete nach seinem Tode den Nachlass, veröffentlichte daraus Publikationen und hielt Vorträge zur Geschichte Amerikas. Ein Teilnachlass von Eduard Seler befindet sich im Ibero-Amerikanischen Institut Preußischer Kulturbesitz in Berlin.
Am 20. Juli 1960 wurden die damalige Humboldt- und Moltkestraße in Steglitz in Selerweg benannt.

## Veröffentlichungen (Auswahl)
- Das Konjugationssystem der Maya-Sprachen. Unger (Grimm), Berlin 1887. (Digitalisat)
- Altmexikanische Studien. Spemann, Berlin 1890. (Digitalisat Band 1), (Band 2)
- Reisebriefe aus Mexiko. Ferd. Dümmlers Verlagsbuchhandlung, Berlin 1889, urn:nbn:de:bsz:14-db-id18508117175.
- Zauberei und Zauberer im alten Mexico. Berlin 1890.
- Die Ruinen von Uxmal. Verlag der Königlichen Akademie der Wissenschaften, Berlin 1917 (spk-berlin.de).
- Die Ruinen von Chich'en Itzá in Yucatan. Hartleben, Wien 1909 (spk-berlin.de).
- Die Stuckfassade von Acanceh in Yucatan. Reichsdr., Berlin 1911 (spk-berlin.de).
- Beobachtungen und Studien in den Ruinen von Palenque. Verlag der Königlichen Akademie der Wissenschaften, Berlin 1915.

## Film
- Der geheime Azteken-Code. Doku-Drama, Reportage. Deutschland 2009, 45 Min., Buch und Regie: Saskia Weisheit, Produktion: Spiegel TV, ZDF, arte, Reihe: Terra X, Erstsendung: 25. Oktober 2009